# Wijken en buurten in Lemsterland
De voormalige Nederlandse gemeente Lemsterland was voor statistische doeleinden onderverdeeld in wijken en buurten. De gemeente was verdeeld in de volgende statistische wijken:
- Wijk 00 Lemmer (CBS-wijkcode:008200)
- Wijk 01 Buitendorpen (CBS-wijkcode:008201)

Een statistische wijk kan bestaan uit meerdere buurten. Onderstaande tabel geeft de buurtindeling met kentallen volgens het Centraal Bureau voor de Statistiek (2008):
| CBS-buurtcode | Buurtnaam                        | Inwonertal | Opp. totaal (ha) | Opp. land (ha) | Ligging                |
| ------------- | -------------------------------- | ---------- | ---------------- | -------------- | ---------------------- |
| BU00820001    | Lemmer Kom                       | 450        | 56               | 44             | Locatie in de gemeente |
| BU00820002    | Lemmer-West                      | 1730       | 45               | 43             | Locatie in de gemeente |
| BU00820003    | Lemmer-Noord                     | 2420       | 69               | 66             | Locatie in de gemeente |
| BU00820004    | Lemmer Rienplan                  | 880        | 54               | 53             | Locatie in de gemeente |
| BU00820005    | Lemmer Lemstervaart              | 1750       | 78               | 76             | Locatie in de gemeente |
| BU00820006    | Lemmer Zijlroede                 | 310        | 141              | 112            | Locatie in de gemeente |
| BU00820007    | Lemmer Frieslandpark en omgeving | 1440       | 112              | 76             | Locatie in de gemeente |
| BU00820009    | Lemmer Buitengebied              | 990        | 1694             | 1452           | Locatie in de gemeente |
| BU00820100    | Eesterga en Follega              | 210        | 1226             | 1040           | Locatie in de gemeente |
| BU00820101    | Oosterzee                        | 520        | 23               | 22             | Locatie in de gemeente |
| BU00820102    | Echtenerbrug Kom                 | 460        | 25               | 24             | Locatie in de gemeente |
| BU00820103    | Echten                           | 680        | 314              | 259            | Locatie in de gemeente |
| BU00820104    | Bantega                          | 640        | 1859             | 1835           | Locatie in de gemeente |
| BU00820105    | Delfstrahuizen Kom               | 260        | 30               | 28             | Locatie in de gemeente |
| BU00820106    | Oosterzee Buitengebied           | 360        | 1594             | 1051           | Locatie in de gemeente |
| BU00820107    | Verspreide huizen Echtenerbrug   | 140        | 703              | 678            | Locatie in de gemeente |
| BU00820108    | Verspreide huizen Delfstrahuizen | 160        | 1426             | 767            | Locatie in de gemeente |